# Central Park (Washington)
Central Park az Amerikai Egyesült Államok északnyugati részén, Washington állam Grays Harbor megyéjében elhelyezkedő statisztikai település. A 2010. évi népszámlálási adatok alapján 2685 lakosa van.

## Népesség
A település népességének változása:
| Lakosok száma | 1622 | 2720 | 2709 | 2669 | 2558 | 2685 | 2841 |
|               | 1960 | 1970 | 1980 | 1990 | 2000 | 2010 | 2020 |